# Mykonos (ville)
Pour les articles homonymes, voir Mykonos.
Mýkonos (grec moderne : Μύκονος), couramment appelée Chôra (Χώρα) est une ville grecque, chef-lieu de l’île et du district régional de Mykonos, dans l'archipel des Cyclades de la mer Égée en Grèce.
C'est un des lieux touristiques emblématiques et pittoresques de l'île et des Cyclades et un petit port de pêche et de plaisance traditionnel. 

## Population
La population de la ville s’élève à 3 783 habitants selon le recensement de 2011, et à 4 808 habitants en 2021.

## Géographie

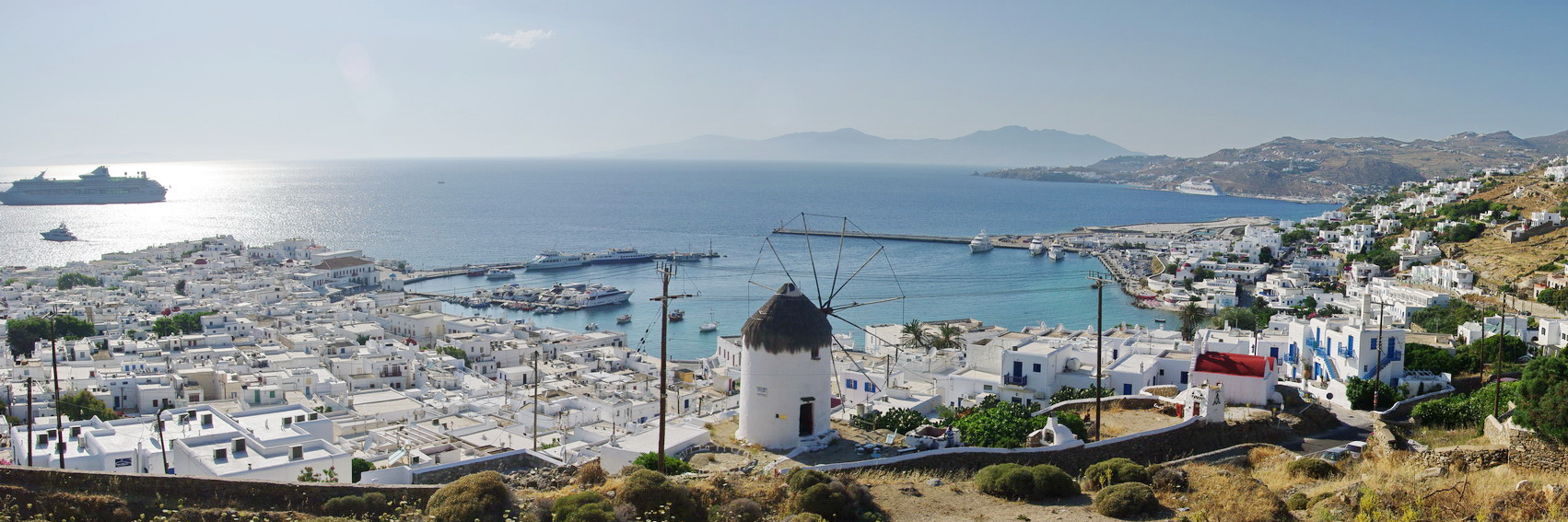
Vue panoramique de Mykonos, du vieux port et du nouveau port.

La ville de Mykonos se situe sur la côte ouest de l'île, au bord de la mer Égée, et borde la baie naturelle du vieux port de Mykonos et du Nouveau Port de Mýkonos, à 3 km au nord-ouest de l'aéroport de l'île de Mykonos.

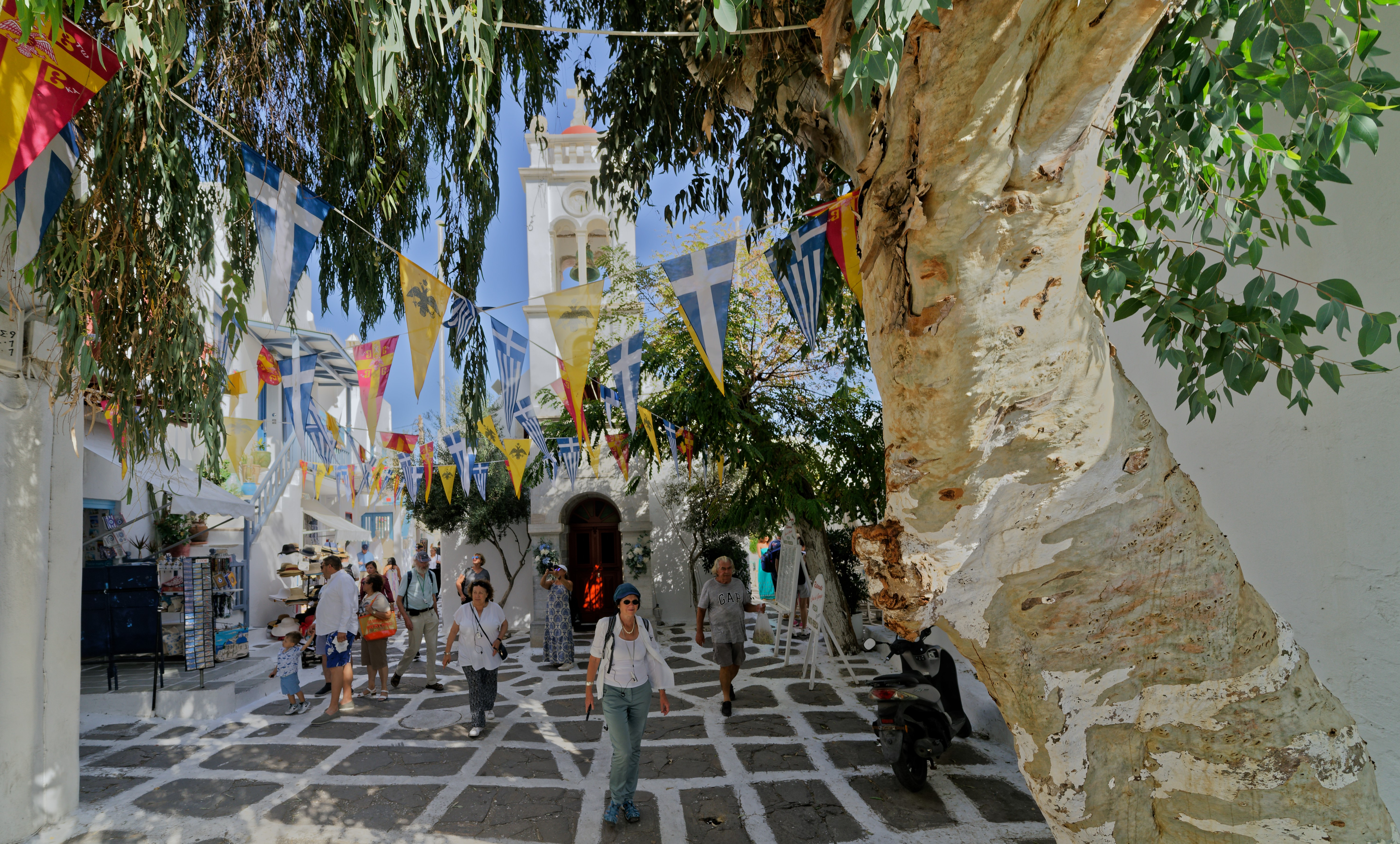
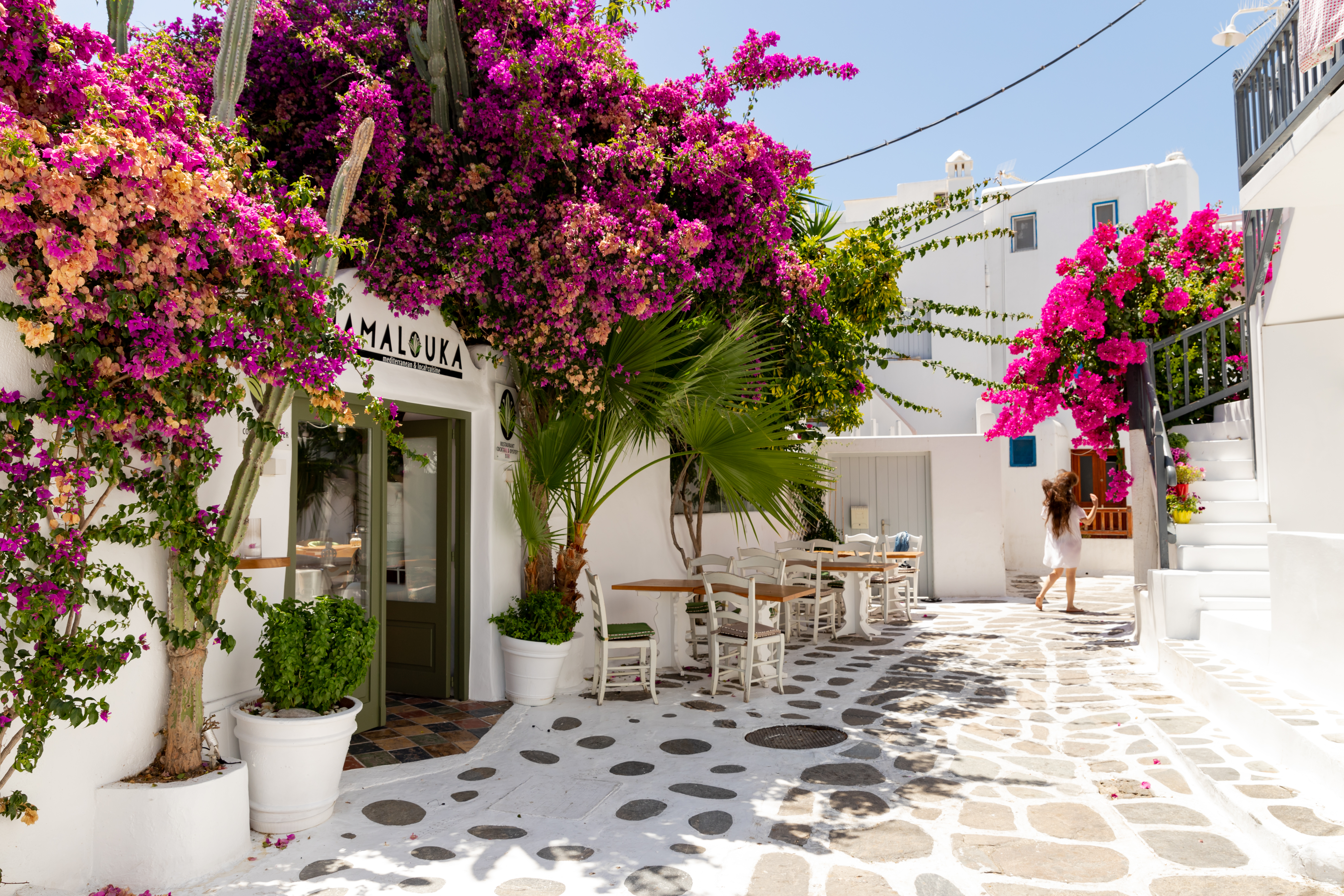
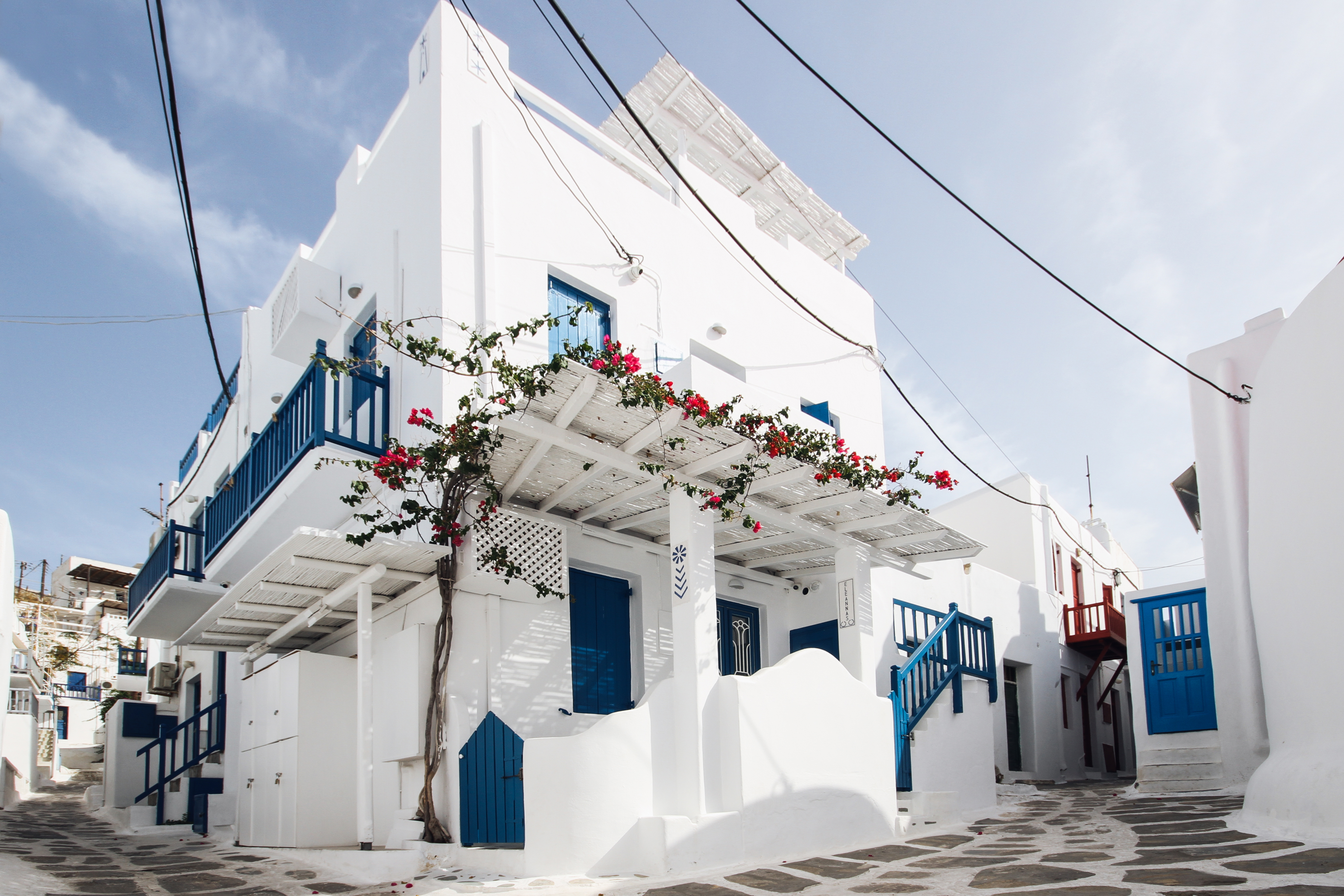

Elle est un des lieux les plus touristiques, emblématiques, pittoresques, animés et festifs de l'île et des Cyclades, avec sa vue panoramique sur la mer Égée, ses maisons de style architecture cycladique préservées et blanchies à la chaux, ses plages, bars, beach clubs, restaurants avec spécialités de cuisine grecque et de fruits de mer, ses boutiques, galeries d'art, son quartier d'Alefkandra (la Petite Venise) au bord de l'eau, ses moulins à vent de Mykonos, son église de la Panagía Paraportianí, les ruines de l'ancien bourg fortifié vénitien, ses musée maritime de la mer Égée et musée archéologique de Mykonos...

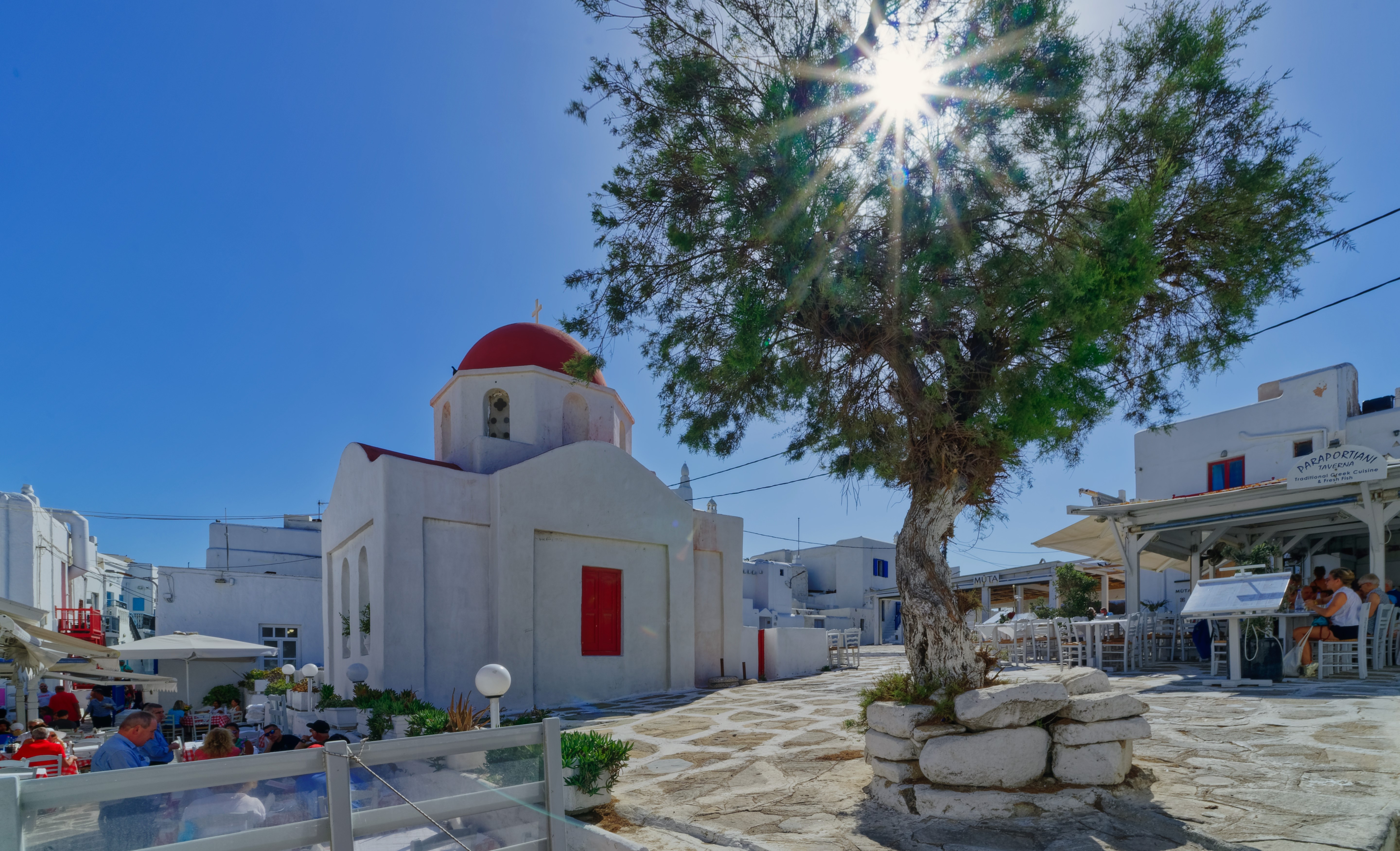
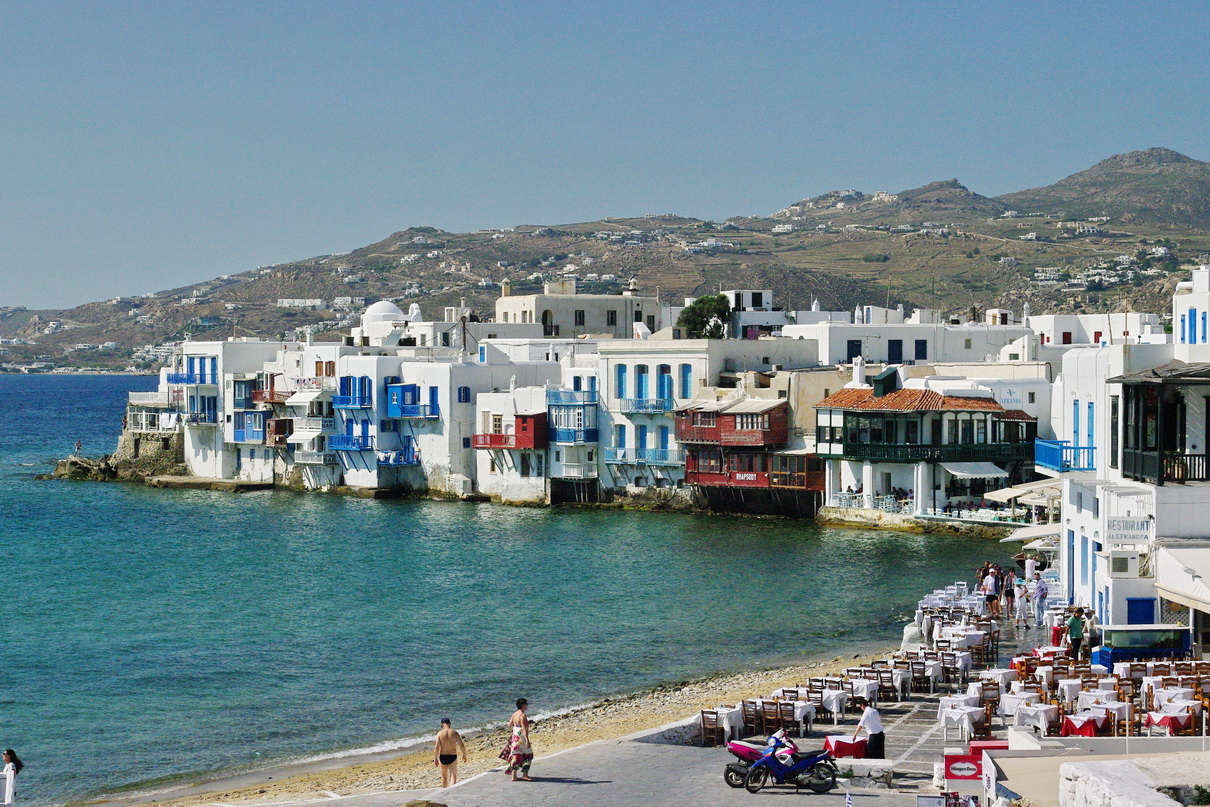
Petite Venise de Mykonos
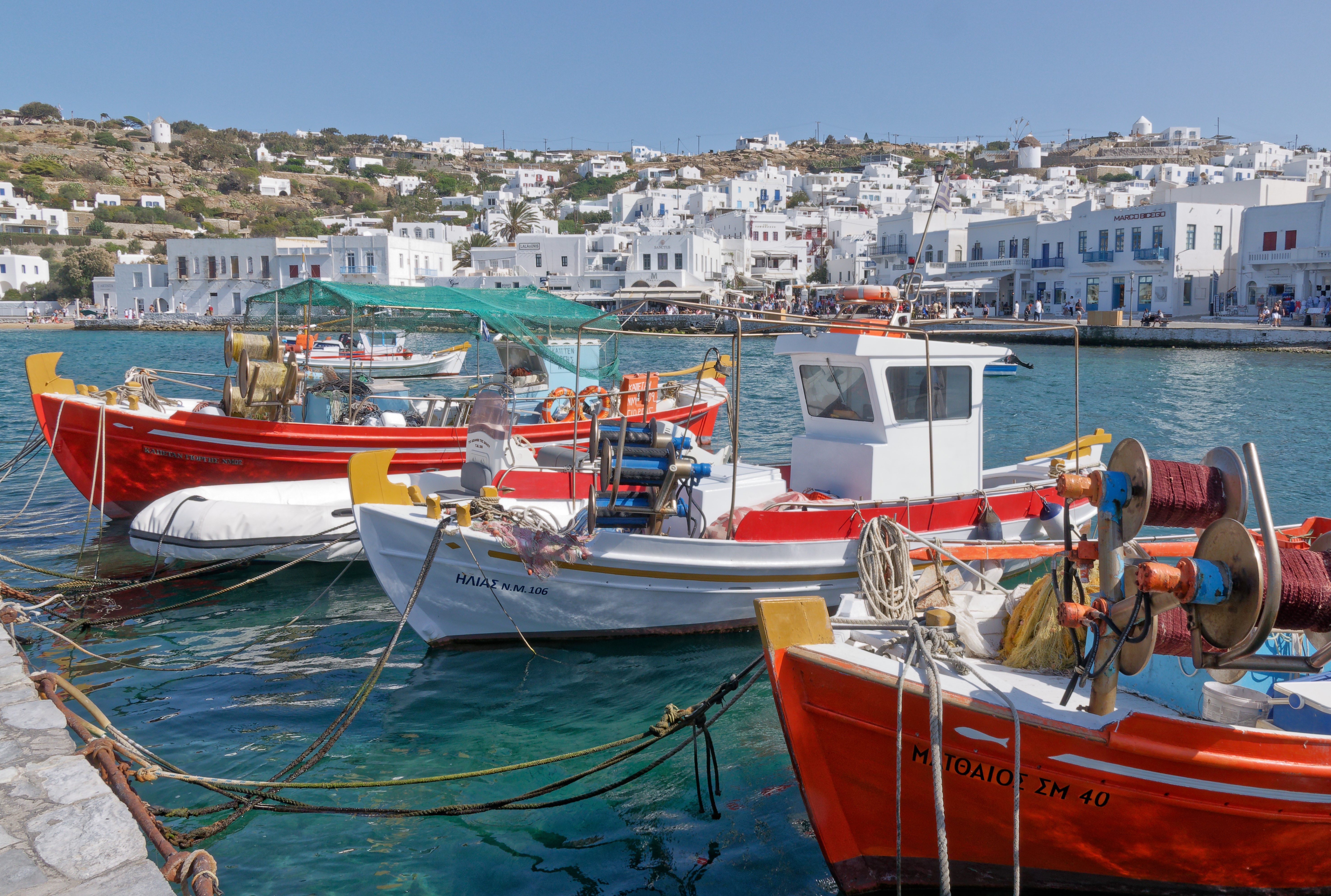
Vieux port de Mykonos

## Quelques lieux et monuments
- Nouveau Port de Mýkonos (ou Nouveau Port de Toúrlos)
- Petite Venise de Mykonos (ou quartier d'Alefkandra)
- Moulins à vent de Mykonos
- Église de la Panagía Paraportianí
- Ruines du kastro vénitien, sur les collines.

### Musées
- Musée maritime de la mer Égée
- Musée archéologique de Mykonos
- Maison de Lena